# Bani Na'im
Bani Na'im (àrab: بني نعيم, Banī Naʿīm) és una ciutat palestina de la governació d'Hebron, a Cisjordània, situada a 8 kilòmetres a l'est d'Hebron, a uns 951 metres sobre el nivell del mar. Segons l'Oficina Central Palestina d'Estadístiques tenia 26.523 habitants el 2016. Limita amb l'assentament israelià de Kiryat Arba al nord-oest, al sud amb Hureiz i Yatta, al nord amb Sa'ir i ash-Shuyukh, i a l'oest amb Halhul i la forest d'Hebron. Les terres de Bani Na'im s'estenen des de les muntanyes fins al Mar Mort.
Coneguda com a Brekke en l'era preromana, fou coneguda com a "Caphar Barucha" en el segle iv. La ciutat és més coneguda com el lloc de sepeli de Lot. Després de la conquesta musulmana, el seu nom s'arabitzà com "Kafr al-Barik". La tomba de Lot va ser convertida en una mesquita durant el domini islàmic i va romandre així durant les croades. Posteriorment, la tribu àrab de "Bani Nu'aym" s'hi va instal·lar, donant-li a la ciutat el seu nom actual "Bani Na'im", utilitzat per primer cop per l'erudit musulmà Abd-al-Ghaní ibn Ismaïl an-Nabulussí en 1690 .
Bani Na'im va créixer en població durant el Mandat Britànic de Palestina. Es va unir a la Gran Revolta àrab de 1936-1939 al mandat de Palestina com a lloc d'una batalla entre les forces àrabs palestines irregulars d'Abd al-Qadir al-Husayni i l'exèrcit britànic. Després de la guerra araboisraeliana de 1948, Bani Na'im va ser annexat per Jordània. Va ser ocupada després de la Guerra dels Sis Dies el 1967. El 1997, Bani Na'im va ser transferida a l'administració palestina i, conseqüentment, es va convertir en un municipi. Avui, serveix com a centre comercial per als pobles de la zona d'Hebron, encara que la majoria dels serveis governamentals són a Hebron.

## Demografia
Una llista de pobles otomans de l'any 1870 va mostrar que Beni Na'im tenia 67 cases i una població de 145 habitants, tot i que el recompte de població només incloïa homes. En el cens de Palestina de 1922, organitzat per les autoritats del Mandat Britànic Bani Na'im tenia 1.279 habitants, tots musulmans, que augmentaren a 1.646 musulmans en 320 cases, segons el cens de Palestina de 1931. En el cens de 1945 s'havia incrementat a 2,160 segons un cens oficial de terra i població. Sota domini jordà en 1952 la població era de 5.778, en part degut al gran nombre de refugiats palestins que s'assentaren a la ciutat com a resultat de la guerra araboisraeliana de 1948. Més tard, el nombre d'habitants es va reduir a causa de l'emigració de refugiats de la ciutat a altres parts de Cisjordània i Jordània. El 1967 tenia 4.271 habitants, que augmentaren gradualment fins als 6.703. En 1987 la població havia augmentat a 7.600 persones. En el cens de 1997 realitzat per l'Oficina Central Palestina d'Estadístiques (PCBS), Bani Na'im tenia 13.535 habitants dels quals 604 eren refugiats. La distribució per gèneres era de 6.779 homes i 6,756 dones.
En el cens de 2007 tenia 20,084 habitants vivint ala ciutat i 217 al proper Masaferet Bani Na'im que es troba dins de la jurisdicció municipal. La composició de gènere de la població de Bani Na'im era 50,2% homes i 49,8% dones. Hi havia 3.490 habitatges i la grandària mitjana de la família era de 6,5 membres de la família. Els habitants de Bani Na'im representaven el 3,67% de la població de la governació d'Hebron i la ciutat es considera oficialment una àrea urbana. Els habitants són musulmans i 16 mesquites estan presents a tota la ciutat. Les famílies principals són Al-Manasrah (la més gran), Zeidan, Trayrah, Humeidat, Ubeid, Harahsheh i Amr.

## Història

### Història antiga
Bani Na'im era coneguda com a "Brekke" en temop pre-romans. L'erudit bíblic Edward Robinson identifica el lloc com la "Caphor Barucha" mencionada per Jeroni d'Estridó com a lloc de sepeli de Lot en el segle iv aC. la ciutat moderna fou construïda en la vila jueva romana de "Kfar Brosha." Jeroni va escriure que Paula de Roma, que partia d'Hebron, es va aturar a l'altura de Caphar Barucha i va mirar la regió circumdant, recordant Lot. Segons la tradició, Abraham va observar la destrucció de Sodoma i Gomorra des d'aquesta ubicació.
Després de la conquesta musulmana de Síria a mitjans del segle vii, el poble era conegut com a "Kafr Breik" o "Kafr al-Barik". Ali d'Herat travessà la vila el 1173, assenyalant que era vora d'Hebron i el lloc de sepeli de Lot. Junt amb la vila de Dura, Kafr al-Barik esdevé una part del waqf ("dotació") de la Mesquita Ibrahimi (Cova dels Patriarques) a Hebron per ordres del sobirà aúbida de Damasc, al-Mu'addham Isa el 2 de maig de 1215. El geògraf musulmà del segle xv Al-Suyuti també va reconèixer que Lot va ser enterrat a Kafr al-Barik i que en una cova a l'oest del poble, sota una antiga mesquita, hi havia "seixanta profetes dels quals vint eren apòstols." Va assenyalar que la tomba de Lot era un lloc de "visió i veneració des de l'antiguitat, els homes de l'edat que van succeir als que havien passat".

### Època otomana
El 1517 la ciutat va ser annexada a l'Imperi Otomà juntament amb la resta del Llevant. Tant els noms de Kafr Burayk com de Nabi Na'im van ser indicats per al poble en els registres tributaris otomans de 1596, on va ser inclòs a la Querea de Khalil en el Liwa de Quds. Tenia una població de 42 llars musulmanes i pagava impostos sobre blat, ordi, vinyes o fruiters, xarops de raïm o melassa i cabres o ruscs.
El nom "Bani Na'im" fou usat per l'erudit musulmà Abd-al-Ghaní ibn Ismaïl an-Nabulussí en 1690 durant el domini otomà. Va escriure que el poble havia estat conegut com a "Kafr al-Barik" i "ara es coneix com a Qaryat Bani Nu'aym de forma diminuta". Va rebre aquest nom de la tribu àrab de Bani Nu'aym, també coneguda com a Bani Na'im, que s'hi va instal·lar després de la migració des de les rodalies de Petra a Transjordània. Fins a finals del segle xix, l'antic nom àrab va ser utilitzat pels residents i viatgers occidentals.
Robinson va visitar Bani Na'im en 1838, i va assenyalar que probablement era el "punt més alt del país muntanyós de Judea." Quan l'explorador francès Victor Guérin la va visitar el 1860, va trobar el poble gairebé desèrtic, ja que la població que tenia va anar a viure en carpes com a nòmades per evitar la conscripció militar. Els va trobar vivint en un poblat de tendes a un quilòmetre de distància, disposats a fugir al desert si intentaven enregistrar-los. Tanmateix en 1874 el Survey of Western Palestine (SWP) del Fons per a l'Exploració de Palestina la va descriure com "un poble de grans dimensions" vorejat per oliveres al sud i l'oest amb moltes estructures construïdes a partir de materials antics. Les residències eren sobretot cabines de pedra d'una sola habitació. En la seva segona visita en 1881 el SWP va descriure Bani Na'im com a ben conreada amb abundants ramats que pasturaren en àrees desertes a l'est de la ciutat. La ciutat va ser un important proveïdor de sorra per a la indústria del vidre d'Hebron. Durant bona part de la segona meitat de la dominació otomana, Bani Na'im va estar sota l'administració del Mutasarif de Jerusalem.

### Període contemporani

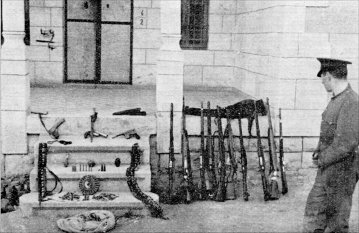
Armes capturats per les forces britàniques després d'enfrontar-se a irregulars àrabs palestins a Bani Na'im durant gran revolta àrab

Bani Na'im va créixer considerablement en població al començament del segle xx. En 1936 la ciutat va participar en la revolta àrab contra les autoritats britàniques. Al desembre de 1937, les forces britàniques van ordenar la demolició d'una casa els propietaris de la qual van ser acusats d'intervenir en un incident anti-britànic prop de la ciutat. Multaven els mukhtars (caps de vila) de Bani Na'im amb 50 lliures britàniques i van ordenar als residents que portessin 200 quilograms d'explosius a l'edifici per a la seva demolició i observar l'explosió com a mesura de dissuasió.
Els irregulars àrabs palestins liderats per Abd al-Qadir al-Husayni i el seu comandant local, Abd al-Halim Jawlani, van lluitar contra les forces de l'Exèrcit Britànic a Bani Na'im al desembre de 1938. Segons els comptes militars britànics, un resident de Bani Na'im va demanar intervenció quan els insurrectes van entrar a la ciutat. L'erudit israelià Hillel Cohen va escriure que Fakhri Nashashibi, un rival polític d'al-Husayni, va informar a les autoritats militars sobre tres unitats rebels que forçaven als habitants de Bani Na'im, en gran manera pro-Nashashibi, a unir-se a la revolta. Els britànics aviat es van enfrontar a una força de 100 irregulars. Amb l'assistència de la Royal Air Force les tropes d'Al-Husayni es van dispersar i van fugir a l'est de Bani Na'im. Les forces britàniques van matar a 60 rebels i en van capturar 15. Va morir un soldat britànic.
Bani Na'im va ser annexionat per Jordània després de la guerra araboisraeliana de 1948. Al juny de 1967, després de la Guerra dels Sis dies, la ciutat va estar sota el domini israelià. En 1982, un resident de la ciutat de 18 anys va ser assassinat per colons jueus a prop de Kiryat Arba. En 1987, durant la Primera Intifada, es va crear un comitè contra l'ocupació israeliana a Bani Na'im. En maig de 1988 dos residents foren morts per les Forces de Defensa d'Israel (FDI) al centre de la ciutat.
En 1997, després dels Acords d'Oslo II de 1995, el control administratiu sobre Bani Na'im fou posat sota la jurisdicció de l'Autoritat Nacional Palestina (PNA). El 31 d'agost de 2010, quatre israelians, dos homes i dues dones, van morir en un tiroteig en cotxe de Hamàs a la carretera entre Kiryat Arba i Bani Na'im. The attack was condemned by Israel and the PNA.

## Tomba de Lot
Bani Na'im alberga la tomba de Lot, un profeta a l'islam i una persona justa en el judaisme i el cristianisme, al centre de la ciutat. La tomba es troba dins d'una mesquita amb forma rectangular que conté un pati interior i minaret. El llindar de la porta nord de la mesquita està construït a partir de pedres que daten de l'època romana d'Orient quan possiblement hi havia una església al lloc. La tomba de Lot va ser esmentada per primera vegada per Jeroni d'Estridó, després per Johann de Wirtzburg en 1100, i Ali d'Herat en 1173. Mentre que al regne de Jerusalem, que va governar l'àrea de 1148 a 1187, eren conscients que la tomba pertanyia a Lot, va romandre un santuari musulmà a diferència d'altres edificis musulmans de Palestina que es van transformar als usos cristians. En 1322 John Mandeville va escriure "a dues milles d'Hebron, hi és la tomba de Lot, el germà d'Abraham." Ibn Battuta assenyalà en 1326 que la tomba estava coberta per un "bonic edifici" fet de pedra blanca i sense columnes. Els escriptors musulmans al-Suyuti i Mujir ad-Dinvan escriure al segles XV i XVI, respectivament, que Lot va ser enterrat a Bani Na'im. Tawfiq Canaan, investigador del patrimoni popular palestí, va descriure l'escriptura brodada daurada sobre el drap de seda vermella que cobreix la tomba que diu: "Aquesta és la tomba del profeta Lut, la pau sigui amb ell"
Les inscripcions cúfiques islàmiques a l'entrada frontal de la mesquita afirmen que l'erudit musulmà Abdullah bin Muhammad va declarar "els turons, les planes, els edificis, els camins, els jardins, els arbres i el passatge que el transvessa [Bani Na'im] "és una dotació" pel profeta Lot, fill d'Haran, germà d'Ibrahim (Abraham), amic del Compassiu (Al·là), que les benediccions d'Al·là siguin sobre ells ... ". Segons una tradició musulmana Lot va viure a Bani Na'im abans de traslladar-se a Sodoma. El santuari que envoltava la tomba va ser restaurat el 1410 pel sultà mameluc Fàraj, fill del sultà Barquq. Els treballs de restauració els va encomanar a Shams al-Din al-Ansari, un membre de la famosa família Ansari especialitzada en dotacions religioses ("waqf").
La tomba de les filles de Lot es troba en un turó oposat a prop. Al sud-est de Bani Na'im hi ha un santuari separat dedicat a Lot, conegut com a Maqam an-Nabi Yatin ("Santuari del Veritable Profeta "). Les llegendes locals afirmen que Lot va resar al lloc i són visibles les empremtes dels seus peus en una roca. Segons la tradició musulmana i cristiana, Bani Na'im és el lloc on Abraham, després de la sortida dels àngels, va veure el fum de Sodoma i Gomorra, "pujant com el fum d'un forn."